# Gerris lacustris
Pour les articles homonymes, voir Ciseau (homonymie).
Espèce
Gerris lacustris, le gerris lacustre, est une espèce d’insectes hétéroptères (punaises), appelée également ciseau, araignée d'eau ou patineur d'eau. Elle est parfois confondue avec l’hydromètre.

## Biologie
Ce gerris vit dans les eaux stagnantes ou faiblement courantes et présente la particularité de se déplacer sur la surface de l'eau, grâce à un important écartement de ses pattes, munies à leur extrémité de poils hydrophobes, inclinés également de façon à permettre la superhydrophobie.
Capable de mouvements rapides et saccadés grâce à ses longues pattes (2e et 3e paires) et doté d'une bonne vue, c'est un carnivore qui se nourrit de toute proie avoisinant la surface de l'eau (insectes tombés, larves venant respirer, etc.). Ses pattes antérieures courtes servent à la capture de ses victimes. Les ailes sont développées de façon très variable selon les individus. Les macroptères peuvent s'éloigner de l'eau pour hiverner. 

## Espèce proche
Il existe en Amérique du Nord un insecte très proche du précédent et capable comme lui de marcher sur l'eau : il s'agit du Gerris remigis, également appelé Aquarius remigis.
Voir aussi Hydrometra stagnorum.